# صموئيل إل. ديفين
صموئيل إل. ديفين (بالإنجليزية: Samuel L. Devine)‏ هو محامي وسياسي أمريكي، ولد في 21 ديسمبر 1915 في ساوث بند في الولايات المتحدة، وتوفي في 27 يونيو 1997. حزبياً، نشط في الحزب الجمهوري. وقد انتخب عضو مجلس نواب أوهايو وانتخب عضو مجلس النواب الأمريكي.